# 痛觉过敏
痛觉过敏是一种对痛过度敏感的异常状态，原因可能是伤害感受器或末梢神经受损，其中起到关键作用的化学物质为前列腺素E和F。鸭嘴兽毒、长期服用鸦片类药物都会造成痛觉过敏。依照痛感发生部位的不同，它可分为原发性痛觉过敏和继发性痛觉过敏两种。
和神经性疼痛、触模痛等神经障碍引发的疼痛一样，痛觉过敏可以通过SSRI、三环抗抑郁药、非甾体类抗炎药、糖皮质激素、加巴喷丁、普瑞巴林、NMDA受体拮抗剂来治疗。换用非典型鸦片类药物如曲马朵也有利于减缓病情。